# Neoptolemos (Sohn des Arrhabaios)
Neoptolemos (altgriechisch Νεοπτόλεμος Neoptólemos; † 334 v. Chr. vor Halikarnassos), Sohn des Arrhabaios, war ein makedonischer Adliger, vermutlich aus der Fürstenfamilie der Lynkestis stammend.
Sein Vater und sein Onkel Heromenes waren 336 v. Chr. in die Ermordung König Philipps II. von Makedonien verwickelt und deshalb von Alexander dem Großen hingerichtet worden. Ob Neoptolemos ebenfalls an der Tat beteiligt war, ist unklar, jedenfalls zog er es vor, nach Kleinasien zu fliehen und sich in den Dienst des persischen Großkönigs zu stellen. Sein Bruder Amyntas wie auch ein weiterer Onkel namens Alexandros blieben in der Gunst Alexanders des Großen.
Im Jahr 334 v. Chr. kämpfte Neoptolemos auf persischer Seite bei der Verteidigung von Halikarnassos und wurde bei dem Versuch getötet, die Belagerungsmaschinen der Angreifer zu zerstören.